# Centro Acadêmico XI de Fevereiro
O Centro Acadêmico XI de Fevereiro (CAXIF) é o órgão representativo dos estudantes da curso de graduação em Direito da Universidade Federal de Santa Catarina (UFSC). O nome "XI de Fevereiro" é uma referência à data de fundação da Faculdade de Direito de Santa Catarina, a primeira faculdade do estado, uma das que deram origem a Universidade Federal de Santa Catarina (UFSC) com a federalização em 1960.
O CAXIF é, atualmente, constituído como uma "associação civil sem fins lucrativos cuja missão estatutária e institucional precípua consubstancia-se na representação e defesa dos interesses dos estudantes de Direito da Universidade Federal de Santa Catarina".
É a associação estudantil mais tradicional do estado, e é considerado o centro acadêmico mais antigo da UFSC e de Santa Catarina e um dos mais conhecidos da universidade, organizando eventos importantes e tendo eleições internas bastante disputadas.
Atualmente o Centro Acadêmico XI de Fevereiro é conduzido pela gestão Florescer eleita para o exercício do mandato 2024/2025.

## História

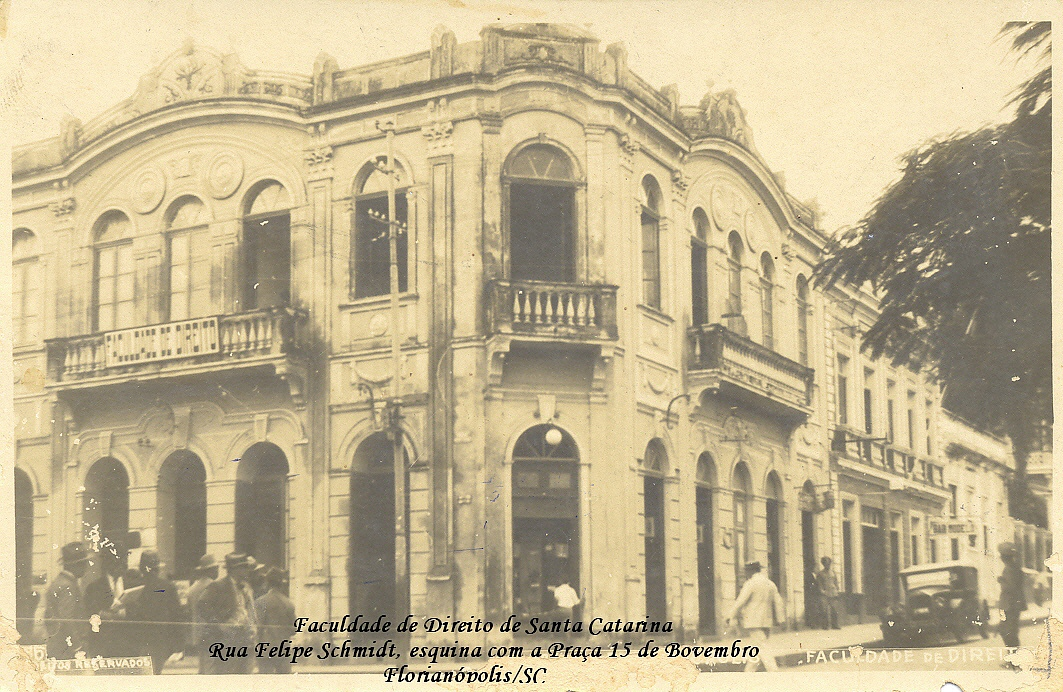
Primeira sede da Faculdade de Direito de Santa Catarina.

O Centro Acadêmico XI de Fevereiro foi fundado no dia 2 de setembro de 1932, seis meses após a criação da Faculdade de Direito de Santa Catarina. A Faculdade de Direito de Santa Catarina foi uma ideia desenvolvida e capitaneada por José Artur Boiteux, que acabou introduzindo Santa Catarina na rota do conhecimento científico através da criação do primeiro curso de nível superior do Estado, sendo por isso considerado o patrono do ensino superior catarinense. 
O CAXIF é considerado a primeira agremiação estudantil de Santa Catarina, já tendo passado pelo centro acadêmico diversos personagens marcantes da vida política e social do estado de Santa Catarina, sendo eles membros de grande atuação do Poder Judiciário nas diversas instâncias, membros do Legislativo e do Executivo.
Após a federalização da Faculdade de Direito, o CAXIF se transfere para a então Universidade de Santa Catarina, a atual UFSC, estando hoje no Centro de Ciências Jurídicas. No contexto do golpe militar de 1964, o CAXIF se posiciona contrário ao golpe, declarando apoio ao presidente João Goulart, tendo tido depois alunos ligados a ele e professores que supostamente ajudavam o centro acadêmico perseguidos pelo regime. Presidentes do CAXIF chegaram a ser presos em sala de aula. Mesmo com a proibição das atividades dos centros acadêmicos, o CAXIF seguiu funcionando até ter sido tornado oficialmente ilegal em 1968, retornando com a retomada da democracia.
Em 1961, por iniciativa do CAXIF, foi criado o DEAPRAJ – Departamento de Entrosagem do Acadêmico na Prática Jurídica, departamento de prática jurídica que tinha por objetivo propiciar aos acadêmicos a experiência prática na área jurídica. Atualmente, rebatizado como EMAJ – Escritório Modelo de Assistência Jurídica, o escritório modelo é o estágio obrigatório dos acadêmicos do Curso de Graduação em Direito e atende a comunidade carente.
Atualmente, as eleições internas do CAXIF estão entre as mais concorridas da UFSC, com grandes disputas entre visões ideológicas distintas. Os dois projetos de política estudantil que se apresentam anualmente às eleições do Centro Acadêmico, informalmente acordaram em inscreveras candidaturas seguindo a ordem tradicional: desta forma, via de regra, apresentam-se uma ''Chapa 1'' e uma ''Chapa 2'' a cada eleição - sendo cada número estreitamente associado a uma das vertentes políticas do Centro de Ciências Jurídicas da UFSC.
Dentre outras atividades, o CAXIF organiza a Semana Jurídica, a Semana Acadêmica do curso de Direito, e os debates da UFSC com candidatos a prefeito de Florianópolis e governador de Santa Catarina junto com o DCE.. A entidade é também responsável por organizar as Aulas Magnas do início do semestre letivo no curso de Direito UFSC, tendo já recebido nomes como a ex-juíza do Tribunal Penal Internacional (TPI) Sylvia Steiner e o jurista Ingo Wolfgang Sarlet.
Durante a Eleição Municipal de Florianópolis em 2020, o Centro Acadêmico XI de Fevereiro, em colaboração com a associação sindical dos professores da UFSC (APUFSC) e com o DCE Luís Travassos, participou da organização do único debate televisivo entre os postulantes à prefeitura do Município - difundido através da TV UFSC. Isso ocorreu diante da renúncia pelas emissoras locais em promover tal evento, devido a dificuldades técnicas ligadas à Pandemia da COVID-19 no Brasil.

## Congresso Direito UFSC
Em 2004, foi realizada a primeira edição sob a iniciativa da Gestão Libertar!, visando preencher uma lacuna existente no ensino jurídico catarinense. O evento ocorreu no recém-inaugurado Centro de Cultura e Eventos da UFSC e contou com a presença de pouco mais de 600 participantes. Entre os convidados estavam o egresso do curso e, à época, Ministro e presidente da Sexta Turma do Superior Tribunal de Justiça, Paulo Gallotti, além do Presidente Nacional da Ordem dos Advogados, Roberto Antônio Busato.
A segunda edição do evento, realizada em 2007, celebrou os 75 anos da Faculdade de Direito de Santa Catarina com uma programação especial, contando com a participação destacada de João Baptista Herkenhoff e Luiz Guilherme Marinoni.
Em 2008, um ano após, uma nova gestão do CAXIF realizou nos dias 25 e 26 de abril de 2008 no Centro de Convenções, o CENTROSUL em Florianópolis, o III Congresso de Direito da UFSC destacando-se a participação de figuras relevantes como Ovídio Baptista, renomado jurista brasileiro. Mesmo com uma divulgação limitada e voltada para região da Grande Florianópolis, o evento se manteve estável em comparação com as duas edições anteriores.
A quarta edição, ocorrida em 2009, superou todas as anteriores, alcançando cerca de mil participantes e trouxe inovações significativas ao evento, incluindo, além das tradicionais palestras, o Ciclo de Carreiras Jurídicas e oficinas acadêmicas.
Na edição do ano de 2010, o V Congresso Direito UFSC recebeu centenas de acadêmicos e juristas e consagrou em seu programa palestrantes como Damásio Evangelista de Jesus, Aury Lopes Jr., Luiz Rodrigues Wambier e Petrônio Calmon.
Em 2012, a Gestão Primavera nos Dentes optou por realizar a maior transformação do evento até então, tornando-o totalmente gratuito e aberto a toda a comunidade acadêmica e externa. O custeio do evento passou a ser viabilizado por meio de parcerias privadas e financiamento público, através de fundações e editais de fomento. A edição também integrou as comemorações dos 80 anos da Faculdade de Direito da UFSC e do próprio Centro Acadêmico XI de Fevereiro, contando com a presença de juristas como Fredie Didier Jr., Aury Lopes Jr. e o Ministro Marco Buzzi do Superior Tribunal de Justiça.
No ano de 2013, a oitava edição do Congresso Direito UFSC contou com mais de dois mil congressistas e pesquisadores, que tiveram a oportunidade de participar da segunda edição gratuita do evento. Este destacou o congresso no cenário internacional, com palestrantes de outros países, entre eles Teresa Arruda Alvim Wambier, Cristiano Chaves de Farias, Paolo Palchetti (Macerata, Itália) e Maria Sylvia Di Pietro. O evento também contou com uma Aula Magna pré-evento, ministrada pelo recém-empossado Ministro do Supremo Tribunal Federal, Luís Roberto Barroso, com o tema “O STF, casos difíceis e os grandes temas do Direito Constitucional Contemporâneo”.
A décima edição, em 2015, manteve o legado de excelência com um evento grandioso, como no ano anterior, e consolidou ainda mais o caráter de gratuidade e acesso livre ao congresso, destacando-se pelos ilustres juristas nacionais presentes, como Miguel Reale Jr., Francisco Rezek, Eduardo Talamini, Nelson Rosenvald, Fredie Didier Jr. e Cezar Bittencourt.
A décima primeira edição do Congresso Direito UFSC, em 2016, consagrou o evento como o maior congresso gratuito de direito do Brasil até aquela data, com mais de 3.700 inscritos e 70 trabalhos apresentados. Entre os juristas presentes estavam Teresa Wambier, Carlos Roberto Gonçalves, Araken de Assis, Aury Lopes Jr. e Pierpaolo Bottini.
Em 2017, a décima segunda edição voltou a quebrar os recordes alcançados no ano anterior em número de inscritos, pesquisadores e palestras que abordaram diversas temáticas jurídicas, contando com a presença de Fernando Noronha, Eugênio Pacelli de Oliveira, Luiz Rodrigues Wambier, Ela Wiecko, Guilherme de Souza Nucci, Francisco Müssnich e a Ministra Nancy Andrighi do STJ. 
A décima quarta edição, realizada em 2019, despontou o evento para o ápice de sua história até então, quando alcançou mais de 6.000 inscritos, o apoio, pela primeira vez, do CNPQ e a presença de personalidades como Paulo Cézar Aragão, Maria Sylvia Di Pietro, Cássio Scarpinella Bueno, Cláudia Lima Marques, Cezar Roberto Bitencourt e José Eduardo Cardozo, além dos Ministros do STJ Marco Buzzi e Jorge Mussi.
Durante a pandemia de Covid-19, a décima quinta edição, marcada para ocorrer em 2020, teve que ser adiada para 2021 e foi realizada em formato virtual com transmissão no canal do CAXIF e do Congresso no YouTube, com 7.500 inscritos e a participação de importantes figuras do meio jurídico como Nelson Rosenvald, Flavio Tartuce, Roberto Quiroga, a Ministra Kátia Magalhães Arruda do TST e o Presidente do STF, Ministro Dias Toffoli.
A décima sétima edição, em 2023, foi o primeiro congresso com atividades predominantemente presenciais após a pandemia. Entre os juristas presentes estavam o Ministro aposentado do STF e das Relações Exteriores Francisco Rezek, a Ministra do STF Cármen Lúcia (virtual), o Ministro do STJ Joel Ilan Paciornik, o ex-Advogado-Geral da União Fábio Medina de Osório, o Ministro aposentado do STJ Nefi Cordeiro e o professor Antonio Carlos Wolkmer. Pela primeira vez, o evento foi palco de exposições do museu do Tribunal Regional Eleitoral de Santa Catarina sobre os 90 anos da Justiça Eleitoral no estado.
A última edição do evento, realizada nos dias 14, 15, 16 e 17 de maio de 2024, foi a primeira edição desde 2021 em que todas as palestras ocorreram de forma totalmente presencial. Destacou-se também o apoio dado por mais de 17 instituições públicas e privadas, especialmente pelo CNPQ, sendo a segunda vez que a entidade recebe incentivo do governo federal, um atestado de qualidade e excelência do evento. A programação contou com a presença de mais de 45 palestrantes e comentaristas, destacando-se a presença do Ministro do Superior Tribunal de Justiça Rogério Schietti Cruz, do ex-Ministro da Justiça e Segurança Pública e ex-Advogado-Geral da União José Levi Mello, do ex-Advogado-Geral da União e ex-Ministro da Justiça e Segurança Pública José Eduardo Cardozo, da Ministra do Tribunal Superior do Trabalho Delaíde Miranda Arantes, do Ministro do Tribunal Superior Eleitoral André Ramos Tavares, do jurista Fredie Didier Jr., da ex-comissária da Comissão Interamericana de Direitos Humanos Flávia Piovesan, do advogado Lênio Streck, entre outros.

## Últimas Gestões[37]
- Florescer (2024/2025)
- Despertar (2023/2024)
- Ainda Mais Presença (2022/2023)
- Presença (2021/2022)
- Rumos Certos (2019/2021)
- Pode Ser Diferente (2018/2019)
- Nenhum Direito a Menos (2017/2018)
- Nova Estação (2016/2017)
- Voar Mais Alto (2015/2016)
- Unindo Vozes (2014/2015)
- Seguir Viagem (2013/2014)
- Levante-se! (2012/2013)
- Primavera nos Dentes (2011/2012)
- Novos Horizontes (2010/2011)
- Melhor Agora (2009/2010)
- E Agora José? (2008/2009)
- O Tempo Não Para (2007/2008)
- Agora vai (2006/2007)
- Caminhando (2005/2006)
- Libertar! (2004/2005)
- Postura Crítica (2003/2004)
- Atuação (2002/2003)
- Sem Parar (2001/2002)